# Katzelmacher (Film)
Katzelmacher ist der zweite Spielfilm des deutschen Regisseurs, Autors und Darstellers Rainer Werner Fassbinder. Das Drama basiert auf Fassbinders Bühnenstück Katzelmacher aus dem Jahr 1968. Der Film wurde von der Antiteater-X-Film im August 1969 an 9 Drehtagen für ca. 80.000 DM produziert. Die Uraufführung fand am 8. Oktober 1969 statt auf der Filmwoche in Mannheim; der Kinostart war am 22. November 1969. Der Film thematisiert die Neugierde, Eifersucht und Aggression einer Gruppe junger Erwachsener gegenüber einem Neuling, der die Langeweile und das eingespielte Verhalten der Gruppe aufbricht, anhand der Beziehung eines Gruppenmitglieds zu einem griechischen Gastarbeiter.

## Handlung
Der Film spielt in der Gegenwart seiner Entstehungszeit in München. Eine Gruppe junger Erwachsener hängt in ihrem Vorstadtviertel auf der Straße, in Wohnungen und der Kneipe herum. Dabei hat jedes Mitglied der Gruppe ein Verhältnis zum jeweils anderen. Marie ist anfangs mit Erich liiert, Paul mit Helga, und Peter mit Elisabeth. Dann sind da noch Rosy, die gegen Bezahlung (20 DM) mit Franz schläft und manchmal auch mit Peter, um ihren Traum, Schauspielerin zu werden, finanzieren zu können; Gunda, die gehänselt wird, weil sie keinen „abkriegt“, den anderen aber erzählt, der Ihrige sei "auf Montage"; dazu noch der schwule Klaus, der ab und zu Besuch von Paul bekommt und mit ihm ein Verhältnis hat. Die Mitglieder dieser losen Gruppe treffen sich, manchmal alle zusammen, manchmal nur einzeln, sie trinken zusammen, öden sich an, werden verbal und körperlich aggressiv. Dabei versuchen sich die Frauen gegenseitig vorzumachen, in glücklichen Beziehungen zu leben, „etwas zu fühlen“ (Marie). Obwohl sie oft brutal behandelt werden, hängen sie an ihren Freunden. Die Männer hingegen reden von krummen Geschäften, mit denen man endlich reich werden könne, ihre Freundinnen vom Heiraten. Insgesamt herrscht eine gewisse Ordnung subtiler und offener Gewalttätigkeit. Die Fassaden werden von Fassbinder ausgestellt, Gesagtes und Sichtbares treffen unbarmherzig aufeinander, die Kluft ist unüberbrückbar.
Als Jorgos, ein Gastarbeiter aus Griechenland, auftaucht und sich ein Zimmer bei Elisabeth mietet – anfangs muss er sich eins mit Peter teilen –, kommen Feindseligkeit, Fremdenhass und Neid unter den männlichen Mitgliedern der Gruppe auf. Der Fremde wird zur allgemeinen Projektionsfläche für Begehren, Minderwertigkeitskomplexe, Langeweile, Aggression, Machismus etc. Gunda, die von allen verschmäht wird, auch von Jorgos, streut zudem das Gerücht, dieser habe sie vergewaltigt. Vor allem Erich fühlt sich in seiner Ehre verletzt, als Marie offenes Interesse an Jorgos zeigt. Elisabeth hingegen muss sich Gerüchten ausgesetzt sehen, die ihr ein Verhältnis mit ihrem griechischen Untermieter nachsagen. Er wird als „Kommunist“ und „Griechischer Hund“ beleidigt. Die Vorurteile gipfeln darin, dass Erich, Peter und Franz den Griechen Jorgos auf offener Straße zusammenschlagen. Die letzte Szene zeigt Marie und Helga. Marie schwärmt davon, dass Jorgos sie mit nach Griechenland nehmen will, obwohl dessen Ehefrau dort lebt, denn in Griechenland „[…] is alles anders“. Das Ende bleibt offen.

## Hintergrund

### Titel
Der Titel bezieht sich auf das vorwiegend in Österreich, aber auch in der Schweiz und in Bayern verwendete Schimpfwort Katzelmacher, mit dem abschätzig südeuropäische Musikanten, fahrende Händler und in den 60er Jahren auch Gastarbeiter bezeichnet wurden.

### Einordnung und Stilelemente
Katzelmacher gehört zu Fassbinders ersten Filmproduktionen. Nach drei Kurzfilmen und dem weniger erfolgreichen ersten Spielfilm Liebe ist kälter als der Tod verschaffte Katzelmacher ihm den Durchbruch.
Der Film ist in Schwarzweiß gedreht. In ihm sind einige Elemente der französischen Nouvelle Vague enthalten, die für eine Art Stilbruch mit den bis dato üblichen Konventionen für und in kommerziellen Filmen stand. So verwendet Fassbinder in Katzelmacher fast ausschließlich die statische Kamera und unterbricht diesen Stil mit wenigen eingebauten Kamerafahrten. Während dieser Kamerafahrten erklingt Peer Rabens Klavierstück „Sehnsuchtswalzer“ nach Franz Schubert – die einzige Musik, die im Film zu hören ist. Die Schauspieler sprechen ihre Dialoge und Monologe in einem Hybrid aus Hochdeutsch und Kunst-Bayrisch, welcher von Fassbinder entwickelt und in vielen seiner Filme verwendet wurde. Zu den auffälligen Elementen dieser Kunstsprache gehören neben der im Bayerischen durchaus üblichen doppelten Verneinung („nie nicht“) grammatikalisch falsche Satzstellung und der falsche Genitiv. Die langen Pausen zwischen den meist auf nur wenige Wörter reduzierten und monoton vorgetragenen Sätzen verleihen dem Film eine entrückte Künstlichkeit und Langsamkeit.
Fassbinders Katzelmacher gehört mit dieser radikalen Verweigerung filmischer Grundregeln zur zweiten Generation des Neuen Deutschen Filmes aus den 1970er Jahren und trug zum internationalen Erfolg des bundesrepublikanischen Films bis in die 1980er Jahre bei.

### Widmung und Motto
Der Film enthält, wie viele Werke von Fassbinder, eine Widmung und ein Motto. Katzelmacher ist Marieluise Fleißer gewidmet. Das Motto ist ein Zitat nach Yaak Karsunke: „Es ist besser, neue Fehler zu machen, als die alten bis zur allgemeinen Bewusstlosigkeit zu konstituieren.“

### Schauspieler
Katzelmacher wurde 1968 als Bühnenstück vom Münchener „Action-Theater“ aufgeführt. Als sich das Action-Theater auflöste, entstand daraus auf Initiative von Fassbinder und Peer Raben 1969 das antiteater, dessen Schauspieler bei der Verfilmung von Katzelmacher mitwirken. Fassbinder selbst übernimmt dabei eine tragende Rolle.

### Name „Franz Walsch“
Fassbinder verwendet bei Katzelmacher für sich das Pseudonym „Franz Walsch“ (Schnitt), wie schon zuvor in seinem Kurzfilm Der Stadtstreicher (Regie und Drehbuch). In seinem vorherigen Film (Liebe ist kälter als der Tod) und seinem nächsten Film (Götter der Pest), beide ebenfalls 1969 gedreht, benennt er auch die Hauptperson mit diesem Namen. Die Anregung zu diesem Pseudonym nahm Fassbinder von der Figur des Franz Biberkopf aus Alfred Döblins Roman „Berlin Alexanderplatz“, den er 1980 verfilmte.

## Kritiken
„Aus einem Nichts an Handlung hat Fassbinder unter Verzicht auf traditionelle filmische Mittel einen bemerkenswerten Film gemacht… Innere Leere ist selten überzeugender dargestellt worden.“

„Fassbinders Milieudrama ist den Traditionen des sozialkritischen Volkstheaters – Horvath, Fleißer, Kroetz – verpflichtet: eine modellhaft stilisierte, formal außerordentlich konzentrierte Studie über Kommunikationslosigkeit, Gruppenzwang und Außenseiterhass.“

„In einem bewusst am Theater orientierten, im Detail aber doch realistischen Stil beschreibt Fassbinder die latente Brutalität, die den Umgangston zwischen den Personen bestimmt und besonders in den Beziehungen der Hauptfiguren zu dem später auftauchenden Gastarbeiter zum Ausdruck kommt, dem ‚Griech’ aus Griechenland‘. Fassbinder macht seine Personen nicht zu Monstern, sondern zeigt die Stagnation in ihrem Bewußtsein; diese vermittelt sich durch eine äußerst rudimentäre Sprache und ein ebenso reduziertes Repertoire an Gesten, Bewegungen und Reaktionen. Dabei gibt Fassbinder seinem Film eine äußerst präzise, artistische Struktur.“

„Konsequent stilisierte, auf technische Perfektion verzichtende Verfilmung des Stückes von Fassbinder. Das Kollektiv des antiteaters stellt in seinem zweiten Anti-Kinostück Klischeevorstellungen, typische Verhaltensweisen, Einstellungen und Reaktionen jugendlicher Kleinbürger dar, die auf anerzogene Intoleranz, rücksichtslose Selbstgerechtigkeit, ‚gesundes Volksempfinden‘ und permanente Aggressivität verweisen. Ein nicht formal, aber inhaltlich interessanter gesellschaftskritischer Beitrag, der zur Auseinandersetzung herausfordert.“

## Auszeichnungen
Katzelmacher bekam bei seiner Uraufführung 1969 auf der Filmwoche in Mannheim den Interfilmpreis. Ebenfalls 1969 wurde Katzelmacher von der Akademie der Darstellenden Künste als Bestes Fernsehspiel ausgezeichnet.
Im Jahr 1970 erhielt Katzelmacher den Deutschen Filmpreis („Bundesfilmpreis“) in fünf Kategorien:
- Bester Film – Herstellung, prämiert mit 400.000 DM: antiteater-X-Film
- Bester Film – Gestaltung, prämiert mit 250.000 DM: Rainer Werner Fassbinder
- Beste weibliche Darstellung: Schauspielensemble des antiteaters
- Beste Kamera: Dietrich Lohmann
- Bestes Drehbuch: Rainer Werner Fassbinder

Die Trophäe für den besten Film musste sich Katzelmacher mit Peter Lilienthals Malatesta teilen. Dietrich Lohmann erhielt den Preis für die Kameraführung in Fassbinders Filmen Liebe ist kälter als der Tod, Katzelmacher, Götter der Pest und in Thomas Schamonis Ein großer graublauer Vogel. Der Preis für die beste Darstellung ging an die Frauen des antiteater-Ensembles für die drei Filme Liebe ist kälter als der Tod, Katzelmacher und Götter der Pest.
Im Jahr 1989 war Katzelmacher bei der Verleihung des Deutschen Filmpreises für einen Spezialpreis zum vierzigjährigen Bestehen der Bundesrepublik Deutschland nominiert. Der Preis ging dann an Fassbinders Film Die Ehe der Maria Braun (1979) sowie an Alexander Kluges Abschied von gestern (1966), Margarethe von Trottas Die bleierne Zeit (1981) und Bernhard Wickis Die Brücke (1959).

## Vertonung
Kurt Schwertsik schrieb nach diesem Film eine Oper.